# Datos abiertos

Nube de datos abiertos vinculados en 2019.

El concepto datos abiertos (open data, en inglés) es una filosofía y una práctica que persiguen que determinados tipos de datos estén disponibles de forma libre para todo el mundo, sin restricciones de derechos de autor, patentes u otros mecanismos de control. Tiene una ética similar a otros movimientos y comunidades abiertos, como el software libre, el código abierto (open source, en inglés) y el acceso libre (open access, en inglés).

## Definición
Se consideran datos abiertos todos aquellos datos accesibles y reutilizables, sin exigencia de permisos específicos. Open Knowledge Foundation señala que los Datos Abiertos son datos que pueden ser utilizados, reutilizados y redistribuidos libremente por cualquier persona, y que se encuentran sujetos, como mucho, al requerimiento de atribución y de compartirse de la misma manera en que aparecen, siempre respetando la seguridad y privacidad de la información.
La definición de apertura da detalles de lo que significa, destacando:
- Disponibilidad y acceso: la información debe estar disponible como un todo, a un coste razonable.
- Reutilización y redistribución: los datos deben permitir su reutilización, redistribución e integración con otros datos.
- Participación universal: todos deben poder servirse, reutilizar y compartir datos

Tiene dos vertientes:

- Deben ser técnicamente abiertos, lo que significa que preferentemente no sean exclusivos.
- En términos jurídicos, deben ser abiertos, lo que significa que deben mostrarse de manera pública y poder utilizarse sin restricción.

Los datos abiertos están centrados en material no documental como información geográfica, el genoma, compuestos químicos, fórmulas matemáticas y científicas, datos médicos, biodiversidad, etc.[cita requerida] Se trata de fuentes de datos que históricamente han estado bajo el control de organizaciones -públicas o privadas- y cuyo acceso ha estado restringido mediante limitaciones, licencias, copyright y patentes. Los partidarios de los datos abiertos argumentan que estas limitaciones van en contra del bien común y que estos datos tienen que ser puestos en disposición del público sin limitaciones de acceso, dado que se trata de información que pertenece a la sociedad -como el genoma- o que ha sido generada u obtenida por administraciones públicas financiadas por la ciudadanía; por ejemplo, información geográfica, cartográfica o meteorológica generada por organismos públicos.
En 2007 se establecieron los “8 principios del Open Data” que determinan las condiciones de los Datos Abiertos para que se estimen como tal y su formato.

El 30 de septiembre de 2010 es una fecha importante para la historia de los datos abiertos: los Archivos Nacionales del Reino Unido liberaron una licencia gubernamental de reutilización de los datos generados por dicha nación.

Una descripción representativa de la necesidad de datos abiertos es la que se cita a continuación:
Numerosos científicos han subrayado la ironía de que precisamente en el momento histórico en el que tenemos tecnologías para permitir la disponibilidad y el proceso distribuido de datos científicos a nivel mundial, aumentando la colaboración e incrementando el ritmo y la profundidad del descubrimiento... estamos ocupados confinando esos datos y vetando el uso de las pertinentes nuevas tecnologías sobre el conocimiento.

## Características
Han de ser fiables, estructurados, documentados y fácilmente accesibles:
- Se pueden referir a diferentes aspectos.
- La procedencia de los datos es diversa: instituciones públicas, entidades privadas o incluso ciudadanos particulares.
- Pueden estar sometidos a redistribución y transformación por cualquier miembro de la sociedad que los pone de nuevo a disposición de la propia sociedad.
- Han de estar recopilados en catálogos públicos y accesibles.
- Han de ser fiables. Para ello se documentará la meta información incorporando información de rastreo y control. 
  - Han de estar formateados:
  - Tienen que estar almacenados en una tabla con tantas filas como sujetos de estudio y tantas columnas como variables recogidas.
  - Deben estar guardados en ficheros con formatos abiertos.

## Tipologías
Existen dos clasificaciones tipológicas: en primer lugar los repositorios orientados al gobierno abierto, basados en la comunicación bidireccional entre ciudadanos y gobiernos entendiendo que los datos son un bien público. Los beneficios de este tipo son: promover la comunicación entre administraciones y ciudadanos, fomentar la transparencia y facilitar la participación ciudadana. El segundo tipo son los repositorios orientados a la ciencia abierta. Basados en el principio de que las investigaciones financiadas con recursos públicos han de ser públicas. Los beneficios de este tipo son: transparencia, reutilización para nuevas investigaciones y colaboración.